# Енциклопедичне видавництво
Державна наукова установа «Енциклопедичне видавництво» — науково-дослідна установа, створена на підставі Указу Президента України від 02.01.2013 № 1/2013 «Про Велику українську енциклопедію» [Архівовано 10 грудня 2018 у Wayback Machine.] та Розпорядженням Кабінету Міністрів України від 27.03.2013 № 172 "Про заходи щодо виконання Указу Президента України від 2 січня 2013 р. № 1 «Про Велику українську енциклопедію». Установа перебуває в управлінні Державного комітету телебачення і радіомовлення України, який наказом від 01.06.2013 № 114 затвердив статут цієї установи.

## Історія

### Спадковість, правонаступництво
Офіційний попередник «Енциклопедичного видавництва» — Державне підприємство «Всеукраїнське державне спеціалізоване видавництво „Українська енциклопедія“ імені М. П. Бажана», засноване 1957 як Головна редакція «Української радянської енциклопедії» при президії АН УРСР (тепер — НАН України); 1974 переведене в систему Державного комітету у справах видавництв, поліграфії і книжкової торгівлі УРСР (тепер — Державний комітет у справах радіо і телебачення України).
Головним завданням цієї установи упродовж перших десятиліть її існування була підготовка універсальної багатотомної енциклопедії українською мовою — «Української радянської енциклопедії» (УРЕ).
Цей проєкт було здійснено двічі: 1959—1965 (у 17 т.) та 1977—1985 (у 12 т., 13 кн.), друге видання побачило світ у двох версіях — українсько- й російськомовній. Обидва видання УРЕ було підготовлено під керівництвом М. П. Бажана як головного редактора.
Після смерті М. П. Бажана видавництво очолював А. В. Кудрицький.
Одночасно з УРЕ аналогічні енциклопедії видавалися в усіх інших союзних республіках СРСР крім РРФСР, однак УРЕ була найбільшою серед них за кількістю статей.
Перше видання УРЕ відзначалося особливо яскравим складом авторів, серед яких сам головний редактор УРЕ М. П. Бажан, а також: О. І. Білецький, Л. А. Булаховський, В. М. Глушков, Г. С. Костюк, М. Т. Рильський, П. Г. Тичина, численні співробітники інститутів АН УРСР та вищих навчальних закладів, а також співробітники академічних інститутів та провідних університетів інших радянських республік. Здебільшого статті УРЕ оприявнювали підсумок багаторічної праці авторів над висвітленими в них проблемами.
Однак, попри важливість цих видань для історії української науки в цілому та енциклопедійної справи зокрема, у статтях помітною є ідеологічна заангажованість, а окремі з них містять відверті фальсифікації, обумовлені характером конкретної суспільно-політичної ситуації.
Окрім основного доробку — створення багатотомної універсальної енциклопедії, Головна редакція «Української радянської енциклопедії» та створене на його основі 1989 Державне підприємство «Всеукраїнське державне спеціалізоване видавництво „Українська енциклопедія“ імені М. П. Бажана», опублікували низку цінних довідкових видань: «Радянську енциклопедію історії України» та багатотомну «Історію міст і сіл Української РСР» (спільно з Інститутом історії АН УРСР, тепер — Інститут історії України НАН України), «Шевченківський словник» та незавершену «Українську літературну енциклопедію» (спільно з Інститутом літератури імені Тараса Шевченка), низку мовних словників (спільно з Інститутом мовознавства імені О. О. Потебні), шеститомну колективну монографію «Історія українського мистецтва» (спільно з Інститутом мистецтвознавства, фольклору та етнографії імені М. Т. Рильського, тепер — Інститут мистецтвознавства, фольклористики та етнології ім. М. Т. Рильського НАН України), «Українську географічну енциклопедію» (спільно з Інститутом географії АН УРСР, тепер — НАН України), «Енциклопедію кібернетики» (спільно з Інститутом кібернетики АН УРСР, тепер — Інститут кібернетики ім. В.М. Глушкова НАН України), «Юридичну енциклопедію» (спільно з Інститутом держави і права імені В. М. Корецького НАН України).
У 1990-х та 2000-х установою підготовлено низку літературних видань у серії «Бібліотека „Української енциклопедії“», зокрема, видання вибраних поетичних творів і перекладів М. П. Бажана, П. Г. Тичини, Б. І. Олійника, М. Т. Рильського з відповідним науковим апаратом. Книговидавнича установа перебувала в системі Державного комітету УРСР у справах видавництв, поліграфії та книгорозповсюдження (Держкомвидав УРСР) та відомств-наступників (Міністерство преси та інформації України, Держінформ), Держкомтелерадіо України.
У структурі видавництва діяла Головна редакція Зводу пам'яток історії та культури України.

### З 2013 року
2013 року реорганізовано з видавництва у наукову установу.
Як правонаступник держпідприємства, «Енциклопедичне видавництво» продовжує традицію підготовки універсальних енциклопедій XX століття — нереалізованих проєктів «Української радянської енциклопедії» міжвоєнної доби (над ним працювало Вид-во «Українська радянська енциклопедія», що діяло у 1927—1934 роках під керівництвом М. О. Скрипника) та післявоєнних років (Головна редакційна колегія «Української радянської енциклопедії», очолювана О. О. Богомольцем, яка функціонувала 1944—1948), а також двох утілених видань: «Української радянської енциклопедії».
Поряд із тим у своїй діяльності Державна наукова установа «Енциклопедичне видавництво» використовує доробок і методологічні напрацювання міжвоєнної Галичини «Українська загальна енциклопедія. Книга знання» у 3 т. (1930—1935) та української еміграції («Енциклопедія українознавства» за ред. В. М. Кубійовича), а також досвід створення енциклопедичних видань інших країн та сучасних онлайн-енциклопедій.
Першим директором Державної наукової установи «Енциклопедичне видавництво» став Ю. І. Шаповал. Від 2015 її очолює А. М. Киридон. Головну редакційну колегію та науково-редакційну раду ВУЕ (керівник обох — В. М. Локтєв) створено при президії НАН України. Зразком для створення установи стали аналогічні інституції, які поєднують статуси видавництв і наукових установ: Інститут Італійської енциклопедії (засновано 1925), Encyclopædia Britannica, Inc. (засновано 1768) та ін.
Головна мета установи — підготовка й реалізація багатотомної «Великої української енциклопедії» (ВУЕ) як першого в пострадянській Україні універсального національного довідкового видання у двох версіях: друкованій та енциклопедичного порталу «Велика українська енциклопедія» (е-ВУЕ).
Однією з ключових особливостей друкованої версії ВУЕ та е-ВУЕ є наголос на авторському характері включених до неї статей, підготовлених відомими українськими та зарубіжними науковцями, що пов'язує її з першим виданням УРЕ та «Енциклопедією українознавства».
Базовою основою змістовного наповнення «Великої української енциклопедії» став словник (2015). У зв'язку з тривалою перервою у традиції видання універсальних енциклопедій в Україні (понад 30 років від виходу останнього тому УРЕ до публікації 1-го тому ВУЕ в 2016) «Енциклопедичне видавництво» приділяє значну увагу розробці методичних матеріалів із підготовки енциклопедичних видань та дослідженню історії енциклопедичної справи. Результатом цієї роботи стали низка виданих колективних монографій, а також проведення конференцій і круглих столів із енциклопедистики.

## Споруда
Видавництво розташоване у Києві в будинку на вулиці Богдана Хмельницького, 51а.
За словами Юрія Шаповала, цей будинок: 
| … занепав, перебуває в захаращеному і жахливому стані, не опалюється й поступово руйнується. Ніхто ним за останні 25 років серйозно не опікувався. Крім того, у будинку розміщуються як мінімум три структури, які були туди «заведені» на правах оренди (дві у вигляді журналів, а третя незрозуміло у вигляді чого). Четвертий поверх за Черновецького продали у приватну власність, до того ж частину площі викуплено під магазин «Бомонд»[1] |.
27 квітня 2017 року «Енциклопедичне видавництво» повідомило про рейдерське захоплення приміщення.
У січні 2018 установа повернулась до приміщення, але тільки на 2-й поверх.
31 жовтня 2018 року у будівлі видавництва було виявлено підкоп, що веде до архівів і який сполучається із колодязями та тунелями підземних комунікацій.
Внаслідок неправомірних дій, архівні документи розкидано по кімнаті, а зверху на них навалено купи мокрої глини і піску. При огляді ями виявлено, що під час копання тунелю ґрунт висипали між стелажами з документами. Архівні справи, що опинилися у мокрому ґрунті, від бруду та вологості були зіпсовані, багато аркушів/сторінок уже втрачено.
Наказ Президента України про передачу будівлі із комунальної власності до державної не виконується.

## Керівники
Зяблюк Михайло Павлович — директор та головний редактор у 1988—2013 роках; у 1988—1991 роках очолював видавництво «Українська радянська енциклопедія» імені М. П. Бажана, з 1991 року — директор реформованого Всеукраїнського державного спеціалізованого видавництва «Українська енциклопедія» ім. М. П. Бажана.
Його заступником був Микола Кіпоренко, головний редактор Головної редакції «Зводу пам'яток історії та культури України» при видавництві «Українська енциклопедія», заслужений журналіст.
Шаповал Юрій Іванович — директор та головний редактор у 2013—2014 роках.
Після виходу останнього на пенсію (2014) обов'язки директора наукової установи виконував Володимир Володимирович Кривошея.
З 11 лютого 2015 директор видавництва — Киридон Алла Миколаївна.

## Діяльність
З 1989 випущено понад 50 назв видань, серед них:
- Українська літературна енциклопедія (за ред. М. Зяблюка; у 5 т., вийшли тт. 1-3, 1988—1995)
- Географічна енциклопедія України (відп. ред. О. Маринич; у 3 т., 1989—1993)
- енциклопедія «Здоровье матери и ребенка» (за ред. О. Лук'янової, 1992)
- енциклопедія «Мистецтво України» (у 5 т.; видано т. 1, 1995)
- Юридична енциклопедія (голова редколегії — Ю. Шемшученко; у 6 т., 1998—2004)
- енциклопедія «Українська мова» (співголови редколегії — В. Русанівський, О. Тараненко; 1-е вид.: 2000; 2-е вид., випр. і доповн.: 2004; 3-є вид., доповн.: 2007)
- енциклопедичний довідник «Чернігівщина» (за ред. А. Кудрицького, 1990)
- енциклопедичний довідник «Полтавщина» (за ред. А. Кудрицького, 1992)
- енциклопедичний довідник «Митці України» (за ред. А. Кудрицького, 1992)
- енциклопедичний довідник «Вулиці Києва» (за ред. А. Кудрицького, 1995)
- біографічний довідник «Мистецтво України» (за ред. А. Кудрицького, 1997)
- енциклопедичний довідник І. Маврова «Половые болезни» (спільно з московським видавництвом «АСТ-Пресс», 1994)
- Ж. Шаретт. «Практическое гомеопатическое лекарствоведение» (1990, 1992)
- К. Г. Наріжний. «Живий світ геральдики: Тварини і рослини в державній символіці» (1997).

У серії «Бібліотека Української літературної енциклопедії: вершини письменства» побачили світ книги вибраних творів Миколи Бажана (у 2 т., 2004), Бориса Олійника (у 2 т., 2005), Максима Рильського (у 2 т., 2006), Дмитра Павличка (у 2 т., 2008).